# Johannes der Presbyter
Johannes der Presbyter, auch bezeichnet als Johannes der Alte oder Johannes von Ephesus (bl. 90er Jahre des 1. Jahrhunderts), ist eine von einem Teil der Neutestamentler und Kirchenhistoriker seit Adolf von Harnack aus Erwähnungen bei Irenäus von Lyon und im Geschichtswerk des Eusebius von Caesarea erschlossene Persönlichkeit des frühen Christentums in Kleinasien. Mit dieser Annahme ist es möglich, altkirchlichen Traditionen über den Aufenthalt des Apostels Johannes, des Zebedaiden, in Ephesus einen historischen Kern zuzuschreiben.
Johannes der Presbyter wird als Zentralfigur einer in Ephesus beheimateten Johanneischen Schule und als Verfasser mehrerer neutestamentlicher Schriften diskutiert: des Evangeliums nach Johannes, der drei Johannesbriefe und der Offenbarung des Johannes. Ein Forschungskonsens besteht dabei aber nicht. Konservative Neutestamentler und Kirchenhistoriker halten die altkirchliche Tradition, dass der Zebedaide Johannes nach Ephesus kam und dort im hohen Alter starb, für historisch belastbar. Der Zebedaide sei auch der Verfasser der neutestamentlichen Johannes-Schriften. Gerade in neueren Einleitungen und Kommentaren werden diese Schriften oft als anonyme Werke behandelt und keiner Verfasserpersönlichkeit zugewiesen.

## Erwähnung bei spätantiken Autoren
Der aus der kleinasiatischen Hafenstadt Smyrna stammende Irenäus von Lyon († um 200) bezeichnete in Adversus haereses die Ortskirche von Ephesus als Gründung des Paulus von Tarsus. Dort habe „Johannes mit ihnen [den Presbytern] bis in die Zeit Trajans“ gelebt. Darum sei die Ortskirche von Ephesus eine glaubwürdige Zeugin der apostolischen Tradition. Die Personaltradition, die Johannes mit Ephesus verband, wurde im späten 2. Jahrhundert auch durch Polykrates von Ephesus bezeugt: Demnach ist Ephesus der Sterbeort des Johannes.
Eusebius von Caesarea († 339/340) zitierte aus einem verlorenen Werk des Papias von Hierapolis mit dem Titel Darstellung von Herrenworten (λογίων κυριακῶν ἐξηγήσεις):

„[Papias schreibt:] Wenn aber irgendwo jemand kam, der den Presbytern nachgefolgt war, erkundigte ich mich nach den Berichten der Presbyter: Was hat Andreas oder was hat Petrus gesagt, oder was Philippus oder Thomas oder Jakobus oder was Johannes oder Matthäus oder irgendein anderer der Jünger des Herrn, was ja auch Aristion und der Presbyter Johannes, (beide) des Herrn Jünger, sagen. Denn ich war der Ansicht, daß die aus Büchern (stammenden Berichte) mir nicht so viel nützen würden wie die (Berichte) von der lebendigen und bleibenden Stimme.
[Eusebius kommentiert:] Daran ist beachtenswert, daß er den Namen Johannes zweimal aufzählt. Den ersten ordnet er […] den übrigen Aposteln zu, deutlich den Evangelisten bezeichnend; den anderen Johannes ordnet er […] einer Kategorie zu, die von den Aposteln verschieden ist, […]  und er bezeichnet ihn ausdrücklich als Presbyter.“

Dieser Presbyter Johannes habe, so fuhr Eusebius fort, wahrscheinlich „die unter dem Namen des Johannes umlaufende Offenbarung geschaut“, und ihn habe Papias persönlich kennengelernt, dem Apostel und Evangelisten Johannes sei Papias hingegen nicht mehr begegnet.

## Verhältnis des Presbyters zum Apostel Johannes
Adolf von Harnack betonte 1893, dass es nur eine frühchristliche Johannes-Tradition in Kleinasien gegeben habe:

„Die sich nun darbietende Annahme aber von zwei bedeutenden Johannes, die als Herrnschüler in Asien ungefähr in derselben Zeit gewirkt haben sollen, ist höchst precär, zumal Papias nur den einen für Asien kennt, nämlich den Presbyter, und die katholischen Väter am Ende des 2. Jahrh. nur den anderen, nämlich den Apostel. Erst im dritten Jahrh. kommt in recht unbestimmter Weise die Legende von zwei Johannes in Asien auf — augenscheinlich als Ausgleich zweier Traditionen. Dass der Herrnschüler-Apostel in den Herrnschüler-Presbyter verwandelt worden ist, wird Niemand annehmen; nur die entgegengesetzte Annahme ist, wenn man sich entscheiden muss, durchführbar. Also — wenn es nicht zwei Herrnschüler in Asien gegeben hat, die bis z. Z. Trajan’s gelebt haben […], so hat es nur den Herrnschüler-Presbyter dort gegeben. Ich sehe nicht ein, wie man diesem Ergebniss entrinnen kann.“

Ähnlich argumentierte Wilhelm Bousset 1906 in seinem Kommentar zum Johannesevangelium, „daß es nur einen kleinasiatischen Johannes gab, der mit dem Presbyter Johannes des Papias, aber nicht mit dem Apostel und Zebedaiden identisch war;“ sehr bald sei der Presbyter Johannes allerdings mit dem gleichnamigen Apostel verwechselt worden. Eine ähnliche Verwechslung unterlief den altkirchlichen Schriftstellern ja auch beim Diakon Philippus, der mit dem Apostel Philippus identifiziert wurde.
Zu den Forschungsproblemen des Neuen Testaments zählt die „johanneische Frage“ – sind Johannesevangelium und Johannesoffenbarung trotz auffälliger Unterschiede dem gleichen Verfasser zuzuordnen? Sie gewinnt an Komplexität, wenn man sowohl den Zebedaiden Johannes als auch den Presbyter Johannes als Kandidaten für eine Verfasserschaft in Betracht zieht: Die „schroffe“ Johannesoffenbarung zeigt dann vielleicht das aufbrausende Naturell des Zebedaiden, den Jesus ja den Beinamen „Donnersohn“ gegeben hatte (Mk 3,17). Das „abgeklärtere“ Johannesevangelium ließe sich dann dem Presbyter Johannes zuordnen, der einer jüngeren Generation angehörte. Auch die gegenteilige Lösung wird vertreten: das theologisch „wertvollere“ Evangelium zeige die Hand des Zebedaiden Johannes, die „eher suspekte“ Johannesoffenbarung mochte der gleichnamige Presbyter verfasst haben.
Die folgende Übersicht zeigt, wie sich Einleitungswerke zum Neuen Testament in der Frage, ob Johannes der Presbyter eine oder mehrere neutestamentliche Schriften verfasst hat, positionieren:
| Verfasser oder Herausgeber | Titel                                   | Jahr | Identität mit dem Zebedaiden Johannes | Verfasser Johannesevangelium | Verfasser 1. Johannesbrief | Verfasser 2. und 3. Johannesbrief | Verfasser Johannesoffenbarung | Bemerkungen                                                                | Quelle |
| -------------------------- | --------------------------------------- | ---- | ------------------------------------- | ---------------------------- | -------------------------- | --------------------------------- | ----------------------------- | -------------------------------------------------------------------------- | ------ |
| Ingo Broer                 | Einleitung in das Neue Testament4       | 2016 |                                       |                              |                            | nicht identifizierbar             | nicht identifizierbar         |                                                                            | [ 8 ]  |
| Donald A. Carson           | An Introduction to the New Testament2   | 2005 | nein                                  | nein                         | nein                       | nein                              | nein                          | Der Zebedaide Johannes schrieb Evangelium, Johannesbriefe und Offenbarung. |        |
| Martin Ebner               | Einleitung in das Neue Testament2       | 2013 |                                       |                              |                            |                                   | nicht identifizierbar         |                                                                            | [ 9 ]  |
| Paul Feine                 | Einleitung in das Neue Testament2       | 1918 | ja                                    | ja                           | ja                         | ja                                | ja                            | Die Papias-Notiz erwähnt nur einen Johannes, den Zebedaiden.               | [ 10 ] |
| Adolf Jülicher             | Einleitung in das Neue Testament7       | 1931 | ja                                    | nein                         | nein                       | nein                              | nein                          | Die Papias-Notiz erwähnt nur einen Johannes, den Zebedaiden.               | [ 11 ] |
| Werner Georg Kümmel        | Einleitung in das Neue Testament21      | 1983 | nein                                  | unwahrscheinlich             | unwahrscheinlich           | unwahrscheinlich                  | noch unwahrscheinlicher       |                                                                            | [ 12 ] |
| Willi Marxsen              | Einleitung in das Neue Testament4       | 1978 |                                       |                              |                            |                                   | unwahrscheinlich              |                                                                            | [ 13 ] |
| Wilhelm Michaelis          | Einleitung in das Neue Testament2       | 1954 | ja                                    | ja                           | ja                         | ja                                | möglich                       | Die Papias-Notiz erwähnt nur einen Johannes, den Zebedaiden.               |        |
| Udo Schnelle               | Einleitung in das Neue Testament2       | 2013 | nein                                  | nein                         | nein                       | ja                                | unwahrscheinlich              |                                                                            | [ 14 ] |
| Philipp Vielhauer          | Geschichte der urchristlichen Literatur | 1975 | nein                                  | nein                         | nein                       | nein                              | ja                            |                                                                            | [ 15 ] |
| Alfred Wikenhauser         | Einleitung in das Neue Testament6       | 1973 | nein                                  | nein                         | nein                       | nein                              | unwahrscheinlich              | Der gleiche anonyme Verfasser schrieb Evangelium und Johannesbriefe.       |        |
| Theodor Zahn               | Einleitung in das Neue Testament3       | 1924 | nein                                  | nein                         | nein                       | nein                              | nein                          | Der Zebedaide Johannes schrieb Evangelium, Johannesbriefe und Offenbarung. |        |

## Hypothesen zur Biografie des Presbyters Johannes
Papias schrieb sein Werk Darstellung von Herrenworten in der Regierungszeit Kaiser Trajans (98–117). Da er das Material dafür über längere Zeit gesammelt hatte, werden die Kontakte mit Johannes dem Presbyter ungefähr in die 90er Jahre des 1. Jahrhunderts datiert. Der Name Ἰωάννης Iōánnēs (יֹוחָנָן Jôḥānān) war in der jüdischen Diaspora in Kleinasien ungebräuchlich, in Palästina dagegen häufig; daher liegt es nahe, dass Johannes aus Palästina stammte. Angenommen, dass er vor Beginn des Jüdischen Krieges in den 60er Jahren nach Kleinasien gekommen war, so hatte er dort allmählich großes Ansehen gewonnen, so dass man ihn allgemein als „den Ältesten“ bzw. „den Alten“ kannte.

### Adolf von Harnack (1893)
Adolf von Harnack schloss nicht aus, dass der Apostel und Zebedaide Johannes, wie andere Apostel auch, Kleinasien besucht habe; die prägende Gestalt des frühen Christentums dort sei aber der Presbyter Johannes gewesen: „ein Palästinenser, ein hellenistisch gebildeter Jude und im weiteren Sinne ein Herrnjünger. Er hat lange Zeit, bis zu den Tagen Trajan’s, in Ephesus gelebt; er hat gegen Ende der Regierung Domitian’s die Apokalypse herausgegeben und in dem Menschenalter zwischen c. 80 und c. 110 das Evangelium und die Briefe geschrieben, jenes wahrscheinlich zunächst für einen kleinen Kreis nahestehender Schüler und unter Anlehnung an Überlieferungen, die er von dem Apostel Johannes erhalten hatte, der als Jünger, den der Herr lieb hatte, ihm im Vordergrund der Jünger stand, und von dem er auch mündlich erzählt hat.“

### Martin Hengel (1997)
Martin Hengel nahm an, dass der Presbyter Johannes sowohl das Johannesevangelium als auch die drei Johannesbriefe und die Johannesoffenbarung verfasst habe. Er kam zu folgenden (nach eigener Einschätzung) „sehr hypothetischen Erwägungen“ zur Biografie dieser Persönlichkeit des frühen Christentums: Johannes wurde demnach um 15 n. Chr. in Jerusalem als Angehöriger der dortigen jüdischen Priesteraristokratie geboren. Er hatte in seiner Jugend Kontakte zur „Erweckungsbewegung“ Johannes des Täufers. Später erlebte er in Jerusalem das Auftreten und die Hinrichtung des Jesus von Nazareth mit und schloss sich dem weiteren Jüngerkreis an. In der Jerusalemer Urgemeinde stand er dem Zebedaiden Johannes nahe. Seine Bekanntschaft mit dem Diakon Philippus weckte sein Interesse daran, unter Samaritanern und Heiden Mission für die Jesusbewegung zu treiben. Vor Beginn des Jüdischen Krieges (66 n. Chr.) gerieten die Jerusalemer Judenchristen immer stärker unter Druck. Johannes verließ Palästina und zog nach Kleinasien, „wo er – etwa 50 Jahre alt – seine Schule gründete, die knapp 40 Jahre lang blühte. Unter den Anhängern in Kleinasien galt er in späteren Jahren als der ‚Alte‘ und als ein ‚Jünger des Herrn‘. Seine Autorität wuchs in dem Maße, als er die anderen Jünger überlebte.“ In seinen letzten Lebensjahren verfasste Johannes jene Schriften, die später ins Neue Testament aufgenommen wurden: ein höchst originelles theologisches Werk, das eine Synthese von „ältere[n] jüdisch-palästinische[n] mit hellenistischen, enthusiastischen, ja selbst paulinischen Ansätzen“ bot. Er starb hochbetagt um das Jahr 100.

### Matthias Günther (2017)
Matthias Günther verbindet die Angaben bei Irenäus und Eusebius mit der Annahme, dass Johannes der Presbyter den 2. und 3. Johannesbrief verfasst habe. Über die erste Lebensphase des Johannes vor seiner Übersiedlung nach Kleinasien in den 60er Jahren sei nichts bekannt. Danach habe er im Lauf von rund 30 Jahren zunächst in Ephesus eine oder mehrere Hausgemeinden gegründet; seine Schüler, darunter der im 3. Johannesbrief erwähnte Gaius, gründeten im westlichen Kleinasien weitere Hausgemeinden, die allmählich unabhängiger wurden. Mit seinen Briefen versuchte Johannes, den Zusammenhalt dieser Gemeinden zu stärken. Er verstand sich als Übermittler der urchristlichen Tradition, der seine Autorität eben dieser Tradition verdankte; kirchliche Institutionen oder Hierarchien waren für ihn irrelevant. Nachdem Johannes „in früher trajanischer Zeit, vielleicht um 100 n. Chr.“ in Ephesus gestorben war, verlor er als Person in der Zeit des sich herausbildenden Bischofsamts an Bedeutung; weder Ignatius von Antiochia noch Polykarp von Smyrna bezogen sich in ihren Briefen auf ihn. Für die Lehre Johannes des Presbyters lässt sich nur der 2. Johannesbrief auswerten; demnach sind Gebot und Liebe verbunden, und deshalb sollen auch die Gemeindeglieder miteinander verbunden bleiben. Ohne die Inkarnation zu bestreiten, legte Johannes allen Nachdruck auf das zukünftige Kommen des Christus in körperlicher Gestalt. „Der Presbyter erwartete eine irdisch reale Parusie, die am Anfang eines messianischen Zwischenreiches stünde;“ Papias übernahm diesen Millenarismus von ihm.

### Jörg Frey (2022)
Als akademischer Schüler Martin Hengels hält Jörg Frey die Identifikation des Verfassers der drei Johannesbriefe und des Johannesevangeliums mit dem bei Papias genannten Presbyter Johannes „nach wie vor die beste Möglichkeit […], wenn man es überhaupt wagt, den johanneischen Autor mit einer anderwärts bekannten Person zu identifizieren“; Hengels Vermutungen über die früheren Lebensjahre dieses Presbyters in Jerusalem lehnt Frey allerdings als zu hypothetisch ab. „Auch wenn vieles dafür spricht, in ihm einen Juden mit Kenntnis palästinischer Gegebenheiten zu sehen“, habe er Jesus von Nazareth doch nicht persönlich kennengelernt.